# Радгосп «Сормовський Пролетарій»
Радгосп «Сормовський Пролетарій» (рос. Совхоз «Сормовский Пролетарий») — селище в Борському міському окрузі Нижньогородської області Російської Федерації.
Населення становить 934 особи. Входить до складу муніципального утворення Міський округ місто Бор.

## Історія
Від 2010 року входить до складу муніципального утворення Міський округ місто Бор.

## Населення
| 2002 | 2010 |
| ---- | ---- |
| 977  | ↘934 |